# عمادة السمان
تقع عمادة السمان بشمال الجمهورية التونسية، وهي إحدى العمادات التابعة لمعتمدية جومين، وتقع في أقصى جنوب غرب ولاية بنزرت.